# القانون التذكاري لحرب عاصفة الصحراء الوطنية وحرب درع الصحراء
القانون التذكاري لحرب عاصفة الصحراء الوطنية وحرب درع الصحراء هو مشروع قانون من شأنه أن يأذن للجمعية الوطنية لعاصفة الصحراء بإقامة نصب تذكاري لتكريم أفراد القوات المسلحة الذين شاركوا في عملية عاصفة الصحراء أو درع الصحراء. يقع النصب التذكاري في واشنطن العاصمة ولن يستخدم الأموال الاتحادية.
مرر مشروع القانون مجلس النواب الأمريكي خلال المؤتمر الثالث عشر بعد المائة للولايات المتحدة.

## الخلفية
كانت حرب الخليج الثانية (2 أغسطس 1990 - 28 فبراير 1991) أطلق عليها اسم عملية عاصفة الصحراء (17 يناير 1991 - 28 فبراير 1991) حربا شنتها قوات التحالف من 34 دولة برئاسة الولايات المتحدة ضد العراق ردا على الغزو العراقي للكويت.
الحرب معروفة أيضا بمسميات أخرى مثل حرب الخليج العربي وحرب الخليج الأولى وحرب الخليج 1 وحرب الكويت وحرب العراق الأولى قبل أن يصبح مصطلح «حرب العراق» دليلا على غزو العراق في عام 2003 (التي يشار إليها أيضا في الولايات المتحدة بأنها «عملية حرية العراق»). غزو الكويت من قبل القوات العراقية في 2 أغسطس 1990 لقى إدانة دولية وأدى إلى فرض عقوبات اقتصادية فورية على العراق من جانب أعضاء مجلس الأمن التابع للأمم المتحدة. نشر الرئيس الأمريكي جورج بوش الأب القوات المسلحة الأمريكية في السعودية وحث الدول الأخرى على إرسال قواتها إلى مكان الحادث. انضمت مجموعة من الدول إلى الائتلاف وهو أكبر تحالف منذ الحرب العالمية الثانية. كانت الغالبية العظمى من القوات العسكرية للتحالف من الولايات المتحدة بينما كانت المملكة العربية السعودية والمملكة المتحدة ومصر مساهمين رئيسيين بهذا الترتيب. دفعت المملكة العربية السعودية نحو 36 مليار دولار من التكلفة الإجمالية البالغة 60 مليار دولار.
كانت عملية درع الصحراء الاسم الرمزي للحملة العسكرية «الدفاعية كليا» للولايات المتحدة لمنع العراق من غزو السعودية. بدأت عملية درع الصحراء في 7 أغسطس 1990 عندما أرسلت القوات الأمريكية إلى المملكة العربية السعودية بطلب من الملك فهد بن عبد العزيز آل سعود الذي كان قد دعا في وقت سابق إلى مساعدة عسكرية أمريكية. هذه العقيدة «الدفاعية بالكامل» تم التخلي عنها بسرعة عندما أعلن العراق في 8 أغسطس أن الكويت هي المقاطعة التاسعة عشرة للعراق وأعلن رئيس العراق صدام حسين ابن عمه علي حسن المجيد الحاكم العسكري للكويت.
حوالي 500 ألف أمريكي خدموا في عمليات عاصفة الصحراء ودرع الصحراء. توفي 382 أمريكي.

## أحكام مشروع القانون
يستند هذا الموجز إلى حد كبير إلى الموجز الذي قدمته دائرة أبحاث الكونغرس وهو مصدر عام.
يسمح قانون النصب التذكاري لحرب عاصفة الصحراء بإنشاء عمل تذكاري في الأراضي الاتحادية في مقاطعة كولومبيا لإحياء وتكريم أولئك الذين خدموا بصفتهم أعضاء في القوات المسلحة في الخدمة الفعلية في دعم عملية عاصفة الصحراء أو عملية درع الصحراء.
سيحظر مشروع القانون استخدام الأموال الاتحادية لدفع أي نفقات لإنشاء العمل التذكاري.
سيتطلب مشروع القانون من الرابطة عند دفع جميع المصروفات المتعلقة بإنشاء النصب التذكاري (بما في ذلك نفقات الصيانة والنفقات الدائمة) أن تحيل أي رصيد متبقي إلى وزير الداخلية في الولايات المتحدة لإيداعه في الحساب المنفصل مع مؤسسة الحديقة الوطنية التي أنشئت لاقتراض الأموال التي قدمها أحد رعاة الأعمال التذكارية.
وسيتطلب مشروع القانون أي رصيد متبقي ينقل إلى حساب مرفق التمويل الوطني المستقل عند انتهاء صلاحية إنشاء العمل التذكاري الذي سيتاح للأمين أو لمدير إدارة الخدمات العامة، حسب الاقتضاء، بعد عملية محددة.

## تقرير مكتب الميزانية للكونغرس
يستند هذا الملخص إلى حد كبير إلى الموجز الذي قدمه مكتب الميزانية في الكونغرس وفقا لما أمرت به لجنة مجلس النواب للموارد الطبيعية في 9 أبريل 2014. وهذا مصدر عام.
سوف يأذن لمنظمة غير ربحية بإنشاء عمل تذكاري على الأراضي الاتحادية في مقاطعة كولومبيا. سيؤثر سن التشريع على الإنفاق المباشر وبالتالي تطبق إجراءات الدفع أولا بأول. ومع ذلك یقدر مکتب الموازنة في الکونغرس أن الأثر الصافي علی المیزانیة لن یکون کبیرا في أي سنة. ولا يؤثر إعمال القانون 503 على الإيرادات.
من شأن التشريع أن يأذن للجمعية الوطنية التذكارية لعاصفة الصحراء بإنشاء نصب تذكاري لتكريم أفراد القوات المسلحة الذين شاركوا في عملية عاصفة الصحراء أو عملية درع الصحراء. سيخضع المشروع التذكاري الذي سيكتمل دون استخدام الأموال الاتحادية لمتطلبات قانون الأشغال التذكارية. بموجب هذا القانون يجب على أي كيان يتلقى تصريحا لبناء نصب تذكاري في مقاطعة كولومبيا وضواحيها أن يتبرع لمؤسسة الحديقة الوطنية (منظمة غير ربحية) بمبلغ يساوي 10 في المائة من تكلفة البناء التقديرية للنصب التذكاري. سيتاح هذا المبلغ فضلا عن أي أموال للمشاريع المتبقية بعد بناء النصب التذكاري في السنوات المقبلة لصيانة النصب التذكاري.
استنادا إلى الخبرة المكتسبة من مشاريع تذكارية مماثلة يتوقع البنك المركزي عدم تلقي أي مبالغ تحصل عليها الحكومة الاتحادية لعدة سنوات وسوف يقابلها تحويل إلى مؤسسة الحديقة الوطنية (كيان غير حكومي) بعد ذلك بوقت قصير.
لا يتضمن المرسوم 503 ولايات حكومية دولية أو من القطاع الخاص على النحو المحدد في قانون إصلاح الولايات غير الممولة ولا يفرض تكلفة على حكومات الولايات أو الحكومات المحلية أو القبائل.
في 24 يناير 2014 نقل البنك المركزي تقديرا للتكاليف كما أمرت لجنة مجلس الشيوخ للطاقة والموارد الطبيعية في 21 نوفمبر 2013. اثنين من مشاريع القوانين المماثلة وتقديرات تكلفة البنك المركزي هي نفسها.

## التاريخ الإجرائي
تم إدخال قانون مذكرات العاصفة الصحراوية الوطنية والدرع الصحراوي في مجلس النواب الأمريكي في 5 فبراير 2014 من قبل ديفيد ب. روي وأحيل مشروع القانون إلى لجنة مجلس الولايات المتحدة المعنية بالموارد الطبيعية واللجنة الفرعية التابعة لمجلس الولايات المتحدة الأمريكية المعنية بالموارد الطبيعية المعنية بالأراضي العامة والتنظيم البيئي. أبلغت اللجنة عن مشروع القانون (عدلته) في 6 مايو 2014 إلى جانب تقرير مجلس النواب 113-437. في 28 مايو 2014 صوت مجلس النواب لتمرير مشروع القانون بنسبة 370-0.

## النقاش والمناقشة
قال رو الذي قدم مشروع القانون: «أعتقد أنه ينبغي لنا أن نفي بالتزام كل رجل وامرأة يخدم هذا البلد وأنا فخور بأن أرى هذا المشروع يمضي قدما».
أيدت جمعية الأمريكيون القدامى مشروع القانون حيث قال المدير التنفيذي للجمعية ستيوارت هيكي بأنهم سعداء بأن «قدامى المحاربين في حرب الخليج الثانية يمكن الاعتراف بهم في نهاية المطاف بالخدمة الباسلة لأمتنا». الفيلق الأمريكي ورابطة الحرس الوطني للولايات المتحدة وجمعية سلاح الجو دعموا مشروع القانون.